# Badia Masabni
Badia Masabni (àrab: بديعة مصابني, Badīʿa Maṣābnī) (Damasc, 1 de febrer de 1892 - Zahlé, 23 de juliol de 1974) fou una ballarina de dansa del ventre considerada una de les pioneres de la dansa del ventre moderna, tal com la coneixen actualment. Quan va morir van posar el seu nom a un dels ponts més importants del Caire, el Pont Badia, que està al costat d'on tenia ella la seva sala d'espectacles. Va formar les grans ballarines Samia Gamal i Tahia Carioca.
Fins al segle xix la dansa oriental sempre s'havia ballat en privat o en locals petits. Hi havia principalment dos estils, el de les zíngares o gitanes (gawazi), que actuaven a l'aire lliure o al camp, amb pocs músics; i el de les egípcies (awalim), que actuaven en cases particulars de famílies de cases pudents, també amb alguns músics, ballant, cantant o recitant. Na Badia Masabni, a començaments del segle xx, va obrir la primera gran sala de music hall a l'egípcia, a la qual es feien els números típics (humoristes, cantants, etc.) i actuacions de ballarines a l'estil europeu (tipus cabaret o revista) i a més va incorporar números de ballarines d'estil tradicional egipci.
Per a fer tal cosa va haver de fer canvis i adaptacions. Per exemple, va introduir orquestres i les actuacions amb diverses ballarines alhora, que a més en una sala gran haurien de fer moviments més espectaculars, que incloguessin els braços d'una manera més visible, per exemple, i amb grans desplaçaments que els permetessin formar figures i donar dinamisme a l'espectacle. La dansa del ventre, tant la de les ghawazee com la de les awalim, havia estat sempre completament improvisada, però ara calia idear coreografies preestablertes. Es va ajudar de coreògrafs europeus de dansa clàssica per a formar ballarines i crear coreografies i tècniques. Les millors ballarines de la companyia podien fer solos i solien guanyar una fama que les catapultava al món del cinema, cosa que donava fama i prestigi al local.

## Biografia
Badia Masabni va néixer en un poble del Líban, quan aquest encara formava part de Síria. Va estudiar en una escola de monges (cristiana), on li van ensenyar ballet clàssic i claqué. Al començament de la Primera Guerra Mundial va ser obligada per la seva família, de pocs recursos econòmics, a casar-se amb un home que no estimava. Va tenir una filla, Ganet. Al començament dels anys vint va deixar el seu marit i el seu país i es va traslladar al Caire, on va començar una nova vida i la seva carrera com a actriu de teatre i ballarina. El 1926 va obrir el local nocturn conegut com a Casino Badia, de nom real Opera Casino, amb la idea d'atraure tant a públic occidental com oriental. Alguns pases es feien només per a dones musulmanes. El local ràpidament va començar a ser freqüentat per la jet set de tot el món i més tard, durant la Segona Guerra Mundial, per militars i espíes. De fet se sap que hi van ser el fill de Winston Churchill i el duc de Gloucester, i que Hitler va acusar Badia de ser una espia al servei de Gran Bretanya. Va viure durant uns anys amb l'actor Najib El Rihani, amb qui va fer alguna pel·lícula i diversos viatges, però no va gosar mai casar-se amb ell per por que li demanés deixar de ballar o l'Opera Casino. Més tard es va casar amb un altre home. Quan Jamal Abed El Naser va prendre el poder a Egipte, va perseguir les activitats de Badia Masabni, va empresonar Tahia Carioca i va posar Badia en ordre de crida i cerca. Ella va malvendre l'Opera Casino i va fugir al Líban, on va viure amb la seva filla adoptiva Juliette i altres familiars fins a la seva mort.

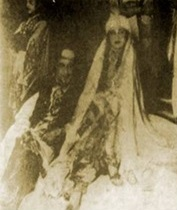
Naguib el-Rihani i Badi'a Massabna en una escena de l'obra «Al-Shater Hassan», 24 de maig de 1923.

## Incorporacions a la dansa
Els canvis introduïts per Badia Masabni tenien com a objectiu adaptar un ball popular intimista en un espectacle multitudinari i amb l'esperit del teatre de varietats o music hall. Necessitava omplir l'espai, donar dinamisme visual groser, que es veiés de lluny a més de les subtileses, i donar un aire sensual a l'espectacle. Perquè pogués competir amb els números de dansa equivalents a Europa, va introduir les orquestres i instruments occidentals, alguns dels quals, com per exemple el violí, el violoncel o l'acordió, no s'havien emprat mai abans per aquest gènere de música. Les músiques resultants podien ser més complexes, el que permetia també a les ballarines crear coreografies més complexes també i amb més possibilitats. Va incorporar els espectacles amb moltes ballarines maquillades i vestides amb colors vius i purpurines, amb roba extremadament provocadora en aquella època.
Va introduir moviments de la dansa clàssica, sobretot pel que fa a desplaçaments, i moviments de braços per sobre de l'horitzontal, en particular els arabesques del clàssic i els moviments ondulatoris dels braços estesos horitzontalment. Altres tipus de moviments que va introduir són els que els estrangers esperaven de la dansa oriental, com les ondulacions i altres moviments serpentejats del tors. També va afavorir la fantasia occidental dels vels promovent els espectacles amb mocador i els vestits de dues peces, copiats de les pel·lícules de Hollywood, com també va mirar de copiar l'star system. La vestimenta característica va ser invenció de Badia Masabni. A més d'incorporacions de la dansa clàssica, també ho va fer d'altres danses i balls d'altres cultures, com per exemple Turquia i de la dansa contemporània, en especial de Isadora Duncan. Amb el temps, i a través de les seves deixebles, també es van incorporar influències del modern jazz, de balls tropicals, de samba, etc.

## Curiositats
Badia Masabni era cristiana però es va canviar el nom, a un de musulmà, quan va arribar a Egipte per a tenir més èxit com a ballarina. En aquella època, a Egipte, només hi havia dues ballarines de dansa del ventre no musulmanes, les dues cristianes, la Badia Masabni i Shafika El Koptia, que estava molt ben considerada.